# Municipio de Perry (condado de Miami)
El municipio de Perry (en inglés: Perry Township) es un municipio ubicado en el condado de Miami en el estado estadounidense de Indiana. En el año 2010 tenía una población de 864 habitantes y una densidad poblacional de 8,23 personas por km².

## Geografía
El municipio de Perry se encuentra ubicado en las coordenadas 40°56′57″N 86°0′20″O / 40.94917, -86.00556. Según la Oficina del Censo de los Estados Unidos, el municipio tiene una superficie total de 104.99 km², de la cual 104,61 km² corresponden a tierra firme y (0,36 %) 0,38 km² es agua.

## Demografía
Según el censo de 2010, había 864 personas residiendo en el municipio de Perry. La densidad de población era de 8,23 hab./km². De los 864 habitantes, el municipio de Perry estaba compuesto por el 98,38 % blancos, el 0,23 % eran afroamericanos, el 0,35 % eran amerindios, el 0,35 % eran asiáticos y el 0,69 % eran de una mezcla de razas. Del total de la población el 0,46 % eran hispanos o latinos de cualquier raza.